# Death by Stereo
Death by Stereo ist eine Hardcore-Punk-Band aus Orange County, Kalifornien, die 1996 gegründet wurde.
Der Stil der Band hat neben Hardcore- vor allem auch Metal-Anleihen. Auffallend sind die langen Titel ihrer Lieder. Inhaltlich befassen sich die Texte mit meist kritischen politischen Themen, allerdings verpackt in viel Ironie.

## Name
Der Name „Death by Stereo“ ist dem Vampir-Film Lost Boys entnommen. Dort gibt es eine entscheidende Szene, in der einer der Vampire mit einem Pfeil erschossen wird, welcher ihn an eine Stereoanlage nagelt. Nach einem gewaltigen Funkenregen wird sein Ableben vom Schützen mit „death by stereo“ kommentiert.

## Geschichte
Death by Stereo wurden 1996 gegründet. Alle fünf Gründungsmitglieder kannten sich schon lange Zeit, da ihre vorherigen Bands öfters miteinander getourt waren. Am 5. März 1998 spielten sie ihr erstes Konzert und gegen Ende des Jahres veröffentlichten sie mit Fooled by Your Smile ihre erste offizielle EP. Die Band unterschrieb einen Plattenvertrag mit Indecision Records, veröffentlichte dort 1999 ihr Debüt If Looks Could Kill, I'd Watch You Die und tourte für den Rest des Jahres. 
2000 wechselten Death by Stereo zu Epitaph Records, wo im Jahr darauf der zweite Longplayer Day of the Dead veröffentlicht wurde. Die Band tourte fast das ganze Jahr über zusammen mit Gruppen wie boysetsfire, Rise Against und AFI durch Nordamerika. 2002 nahm das Quintett an der Warped Tour teil, allerdings gab es Konflikte mit einigen Crew-Mitgliedern, weswegen die Band einige Termine absagen musste. Death by Stereo verarbeiteten die Erlebnisse später in dem Stück I Wouldn't Piss in Your Ear If Your Brain Was on Fire von ihrem 2003 erschienenen Album Into the Valley of Death.
Als am 28. September 2003 bei einem Konzert ein Mensch durch einen Fehler der Bühnenaufbauten starb und weitere fünf verletzt wurden, sagten Death by Stereo ihre weiteren Tour-Termine vorerst ab und spielten einen Monat später in Anaheim ein Benefiz-Konzert für die Opfer. Der Mitschnitt wurde als Gratis-Beilage der Zeitschrift „Law of Inertia“ beigelegt und außerdem im März 2007 unter dem Namen Death Alive als bisher einziges Live-Album veröffentlicht. In der Zwischenzeit tourte die Band weiter ausgiebig und veröffentlichte im Juni 2005 ihr viertes Studioalbum Death for Life.
Der Nachfolger Death Is My Only Friend ist im Juni 2009 in den USA via Serjical Strike, dem Plattenlabel von Serj Tankian (System of a Down) erschienen. In Europa wird das Album ab Oktober 2009 via I Scream Records erhältlich sein. Außerdem sind schon seit längerer Zeit eine DVD sowie eine Split-EP mit Love Equals Death angekündigt. Im Februar 2012 unterschrieb die Band beim Indie-Label Viking Funeral Records für ihr sechstes Studio-Album Black Sheep of the American Dream.

## Diskografie
- 1999: If Looks Could Kill I'd Watch You Die
- 2000: Day 0f the Death (Europa, 2001 in den USA)
- 2003: Into the Valley of Death
- 2005: Death for Life
- 2007: Death Alive
- 2009: Death Is My Only Friend
- 2012: Black Sheep of the American Dream
- 2016: Just Like You’d Leave Us, We’ve Left You for Dead (EP)
- 2020: We’re All Dying Just in Time